# Ichnanthus panicoides
Ichnanthus panicoides là một loài thực vật có hoa trong họ Hòa thảo. Loài này được P.Beauv. mô tả khoa học đầu tiên năm 1812.